# Chute de Petersburg
Pour les articles homonymes, voir Bataille de Petersburg.
 (juin 2022).
Si vous disposez d'ouvrages ou d'articles de référence ou si vous connaissez des sites web de qualité traitant du thème abordé ici, merci de compléter l'article en donnant les références utiles à sa vérifiabilité et en les liant à la section « Notes et références ».
Guerre de sécession
Batailles
Campagne d'Appomattox
- Lewis's Farm
- White Oak Road
- Dinwiddie Court House
- Five Forks
- 3e Petersburg
- Richmond
- Sutherland's Station
- Namozine Church
- Amelia Springs
- Rice's Station
- Sailor's Creek
- High Bridge
- Cumberland Church
- Appomattox Station
- Appomattox Court House
- Reddition de Lee

La chute de Petersburg, également connue sous le nom de percée de Petersburg ou de troisième bataille de Petersburg, est une bataille de la guerre de Sécession qui a eu lieu le 2 avril 1865, à Petersburg (Virginie), au début de la campagne d'Appomattox.
L'armée de l'Union sous les ordres d'Ulysses S. Grant attaque avec succès les fortifications de l'armée de Virginie du Nord du général Robert E. Lee, le lendemain de sa victoire à la bataille de Five Forks le 1er avril 1865.
L'issue de cette bataille conduit à la chute de Richmond, capitale confédérée, qui préfigure la reddition de Lee à Appomattox.

## Notes et références

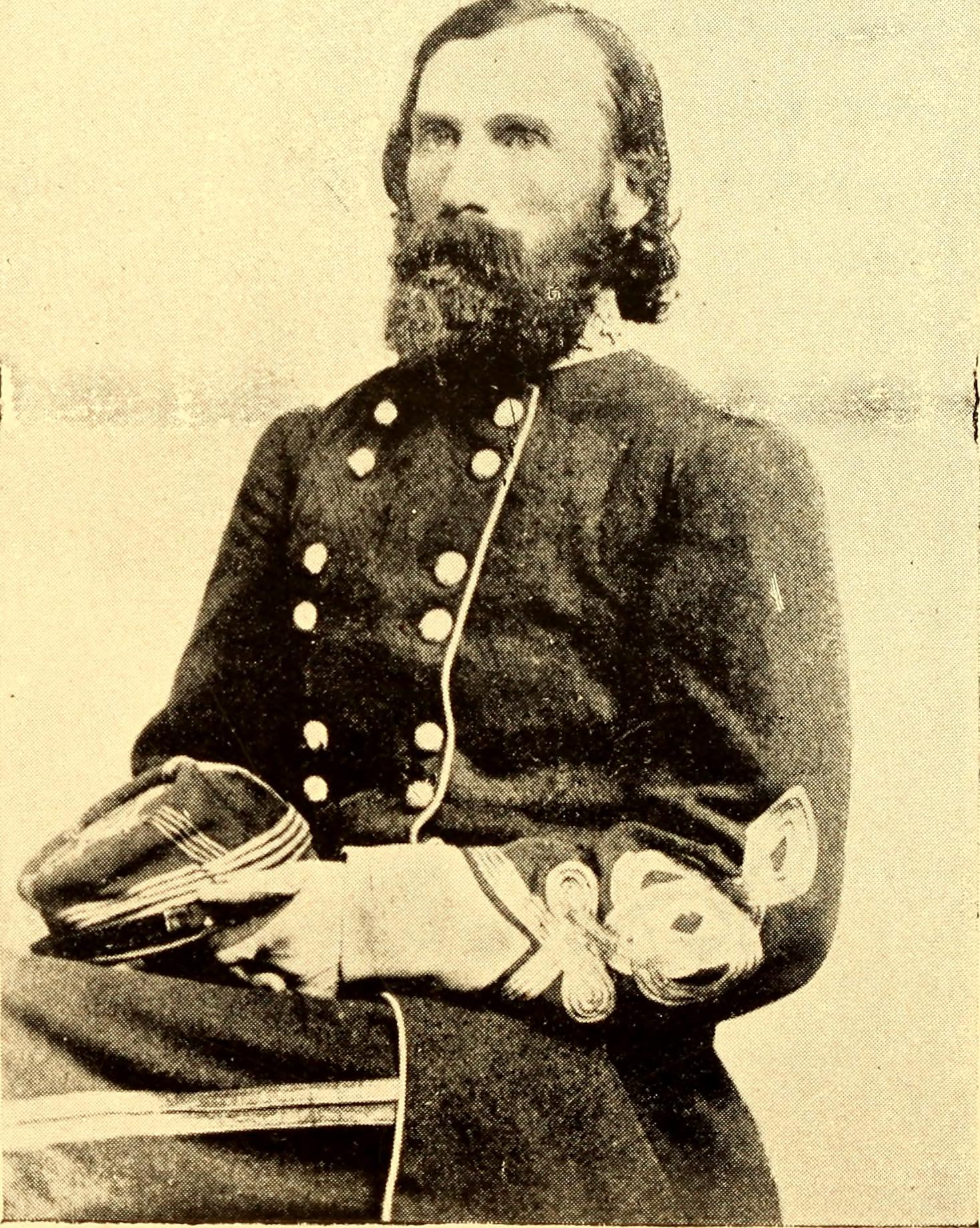
Photographie du lieutenant-général sudiste A.P. Hill, commandant du 3e corps de l'armée de Virginie du Nord, tué au cours de la troisième bataille de Petersburg.